# Partridge Inn

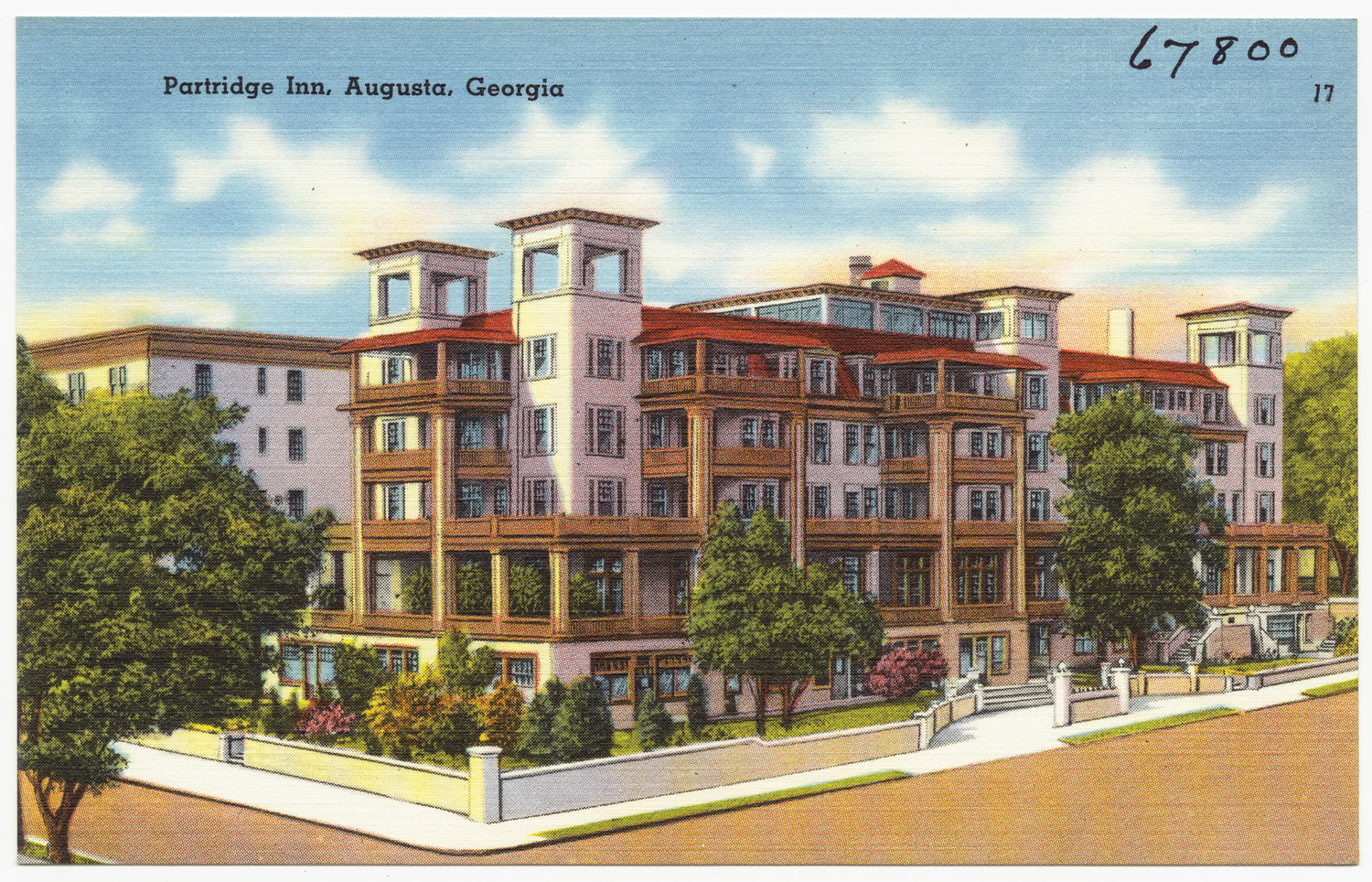
Postal histórica (1930-45)

The Partridge Inn, en Augusta, Georgia, es un hotel de la Curio Collection by Hilton . Su nombre completo actual es The Partridge Inn Augusta, Curio Collection by Hilton .
Una parte del hotel comenzó como parte de una casa privada en 1836. El área se convirtió en un destino popular para los vacacionistas que escapaban del invierno en el noreste de los Estados Unidos. El hotel fue inaugurado oficialmente en 1910. En 1923, los funcionarios de la ciudad eligieron Partridge como lugar de una gala para el entonces presidente Warren G. Harding.
Después de que Henry Flagler extendió los ferrocarriles a Florida y cambió la demanda turística de Georgia a Florida, el propietario de Partridge Inn lo vendió. Después de un período como edificio de apartamentos, el edificio se deterioró y estaba programado para su demolición. En la década de 1980, los líderes cívicos de Augusta salvaron el edificio de la demolición y reabrió como hotel en 1988.
El hotel celebró su centenario en 2010.
Es miembro de los Hoteles Históricos de América.